# Форест (тауншип, округ Райс, Миннесота)
Форест (англ. Forest) — тауншип в округе Райс, Миннесота, США. На 2000 год его население составило 1136 человек.

## География
По данным Бюро переписи населения США площадь тауншипа составляет 92,5 км², из которых 84,7 км² занимает суша, а 7,8 км² — вода (8,40 %).

## Демография
По данным переписи населения 2000 года здесь находились 1136 человек, 400 домохозяйств и 323 семьи.  Плотность населения —  13,4 чел./км².  На территории тауншипа расположено 488 построек со средней плотностью 5,8 построек на один квадратный километр. Расовый состав населения: 98,24 % белых, 0,26 % коренных американцев, 0,35 % азиатов, 0,44 % — других рас США и 0,70 % приходится на две или более других рас. Испанцы или латиноамериканцы любой расы составляли 2,11 % от популяции тауншипа.
Из 400 домохозяйств в 36,0 % воспитывались дети до 18 лет, в 74,0 % проживали супружеские пары, в 2,0 % проживали незамужние женщины и в 19,3 % домохозяйств проживали несемейные люди. 14,3 % домохозяйств состояли из одного человека, при том 3,0 % из — одиноких пожилых людей старше 65 лет. Средний размер домохозяйства — 2,84, а семьи — 3,13 человека.
27,2 % населения — младше 18 лет, 5,9 % — в возрасте от 18 до 24 лет, 30,7 % — от 25 до 44, 27,9 % — от 45 до 64, и 8,3 % — старше 65 лет. Средний возраст — 38 лет. На каждые 100 женщин приходилось 116,8 мужчин.  На каждые 100 женщин старше 18 приходилось 115,4 мужчин.
Средний годовой доход домохозяйства составлял 62 443 доллара, а средний годовой доход семьи —  67 619 долларов. Средний доход мужчин —  41 129  долларов, в то время как у женщин — 29 844. Доход на душу населения составил 24 401 доллар. За чертой бедности находились 1,3 % семей и 2,2 % всего населения тауншипа, из которых 2,3 % старше 65 лет.